# Агастья
Ага́стья Му́ни (санскр. अगस्त्य) — один из семи мудрецов, которым боги ниспослали Веды, упоминается в «Ригведе», как создатель ряда гимнов. Родился в кувшине от противоположных друг другу по характеру богов Митры и Варуны, увидевших апсару Урваши. Агастья известен тем, что силой своей аскезы «из лучших частей всех живых существ» сотворил себе жену Лопамудру, горный хребет Виндхья, вознёсшийся до небес и мешавший даже солнцу, склонился перед ним, чтобы дать возможность пройти на юг и так и остался до сих пор склонённым и др. На юге Индии образ Агастьи приобрёл черты культурного героя. Он принёс туда тамильский язык и его грамматику, полученные им от Шивы и покровительствовал поэтической академии в Мадурае.
К имени Агастья восходят многие брахманские готры.